# Rolls-Royce AE 3007
El AE 3007 es un motor turbofán construido por Rolls-Royce. 
El motor proporciona hasta 8.917 lb (40 kN) de empuje. Se compone de un fan, un compresor de catorce etapas de alta presión, una turbina de dos etapas de alta presión y tres de baja presión. Comparte cuerpo central con el AE 1107C-Liberty y el AE 2100.
El AE 3007 es utilizado en los Embraer ERJ 135, ERJ 140, ERJ 145 y el Legacy, así como la Cessna Citation X. Entre las aplicaciones militares se incluye el Northrop Grumman RQ-4 Global Hawk UAV y el Embraer R-99A, R-99B y P-99.

## Especificaciones (AE 3007)

### Características generales
- Tipo: Turbofán
- Longitud: 2705 mm
- Diámetro: 978 mm
- Peso en seco: 719 kg

### Componentes
- Compresor axial de catorce etapas de alta presión y un fan de una etapa.
- Turbina de alta (HPT): 2 etapas
- Turbina de baja (LPT): 3 etapas
- Compresión: 18-20:1
- Aircon: 240-280 lb/s (109-127 kg/s)

### Rendimiento
- Empuje: 28,9-29,7  kN (6.495-8.917 lbf)